# Carl Laemmle
Carl Laemmle, (17 de janeiro de 1867 – 24 de setembro de 1939), nasceu em Laupheim, Württemberg, Alemanha e moreeu em Los Angeles. Foi um pioneiro do cinema americano, tendo sido o fundador do grande estúdio Universal Pictures, um dos mais famosos de Hollywood. Laemmle produziu ou esteve envolvido na realização de cerca de 400 filmes.

## Biografia
De origem judia, Laemmle emigrou para os Estados Unidos da América em 1884, onde trabalhou como contabilista e chefe administrativo por 20 anos. Ele iniciou sua carreira no cinema comprando estabelecimentos conhecidos por nickelodeons, pequenas casas de exibição de filmes. Bem-sucedido nesse ramo, ele expandiu os negócios e montou uma distribuidora de filmes, a Laemmle Film Service.
Em 8 de junho de 1912, em Nova Iorque, Carl Laemmle da Independent Motion Picture Company, Pat Powers da Powers Picture Plays, Mark Dintenfass da Champion Films e Bill Swanson da American Éclair, firmaram uma fusão contratual dos seus estúdios. Os quatro formaram a Universal Studios. Em 1914 eles adquiriram 235 acres de terra no Vale de São Fernando, em Los Angeles.
No início dos anos de 1930 o filho de Laemmle, Carl Laemmle Jr., realizou uma série de produções dispendiosas e que fracassaram nas bilheterias causando dificuldades para os negócios, mesmo alcançando alguns êxitos como o filme de 1932 Back Street, de 1936 Show Boat e a famosa série de filmes de horror da Universal da década de 1930. Pai e filho foram obrigados a deixar a companhia em 1936.

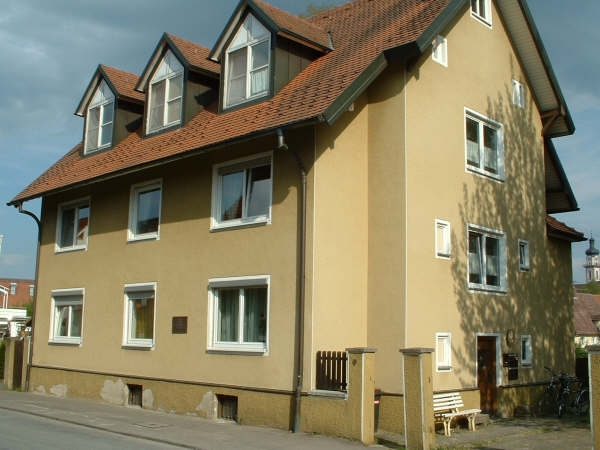
Local de nascimento de Carl Laemmle em Laupheim

Laemmle então dirigiu suas atenções para sua terra natal, e financiou a emigração de centenas de compatriotas da cidade de Laupheim e região de Württemberg, que sofriam com a perseguição praticada pelo regime nazista aos judeus. Para facilitar a entrada em território americano,  Laemmle entrou em contato com autoridades americanas, congressistas e o secretário de estado Cordell Hull. Ele também tentou intervir no caso dos refugiados que estavam a bordo do navio SS St. Louis e que receberam ultimato para saírem de Havana e voltarem para Europa em 1939.
Carl Laemmle morreu vitimado por problemas cardíacos em Beverly Hills, Califórnia, aos 72 anos de idade. Foi enterrado no Home of Peace Cemetery em Los Angeles.
O principal personagem da novela de 1949 de Harold Robbins, The Dream Merchants, foi baseado em Carl Laemmle.
Laemmle apareceu como personagem em The Adventures of Young Indiana Jones.